# Route nationale 33
Die Route nationale 33, kurz N 33 oder RN 33, ist eine französische Nationalstraße.
Die Straßennummer wurde 1824 in das Nationalstraßennetz aufgenommen. Sie geht auf die Route imperiale 38 zurück. Ihre Länge betrug 94 Kilometer. Bis zum Jahr 1973 verlief die Straße zwischen La Ferté-sous-Jouarre und Châlons-en-Champagne. Sie diente als südlich verlaufende Parallelstrecke der Nationalstraße 3.
1973 wurde die Nationalstraße 33 auf ihrer gesamten Strecke zur Departementsstraße herabgestuft und trägt seitdem die Nummer D 933. Mit der Herabstufung der ursprünglichen Strecke wurde die Nummer an die Nationalstraße 3A, einen Seitenast der Nationalstraße 3, vergeben. Für den heutigen Verlauf siehe dort.